# Deutschsprachige Medizinische Gesellschaft für Paraplegiologie
Die Deutschsprachige Medizinische Gesellschaft für Paraplegiologie e. V. (DMGP) ist eine multiprofessionelle gemeinnützige medizinische Fachgesellschaft, die der Zusammenarbeit aller in der Behandlung und Rehabilitation von Menschen mit Querschnittlähmung beteiligten Berufsgruppen dient. Dabei steht die Förderung und Wahrnehmung der wissenschaftlichen und praktischen Belange bei Verletzungen, Erkrankungen und allen sonstigen Schädigungen des Rückenmarks im Mittelpunkt.
Die DMGP ist Mitglied der Arbeitsgemeinschaft der Wissenschaftlichen Medizinischen Fachgesellschaften (AWMF), Sektion der Deutschen Gesellschaft für Orthopädie und Unfallchirurgie e. V. (DGOU), affiliierte Gesellschaft der International Society for Spinal Cord Injury (ISCoS) sowie Gründungsmitglied im Bundesverband NeuroRehabilitation e. V. (BNR).

## Aufgaben
Als ihre Aufgaben definiert die DMGP vor allem die Verbreitung von Kenntnissen über die umfassende Behandlung und Rehabilitation von Menschen mit Querschnittlähmung. Auch der Förderung der Fortbildung aller beteiligten Gruppen auf dem Gebiet der Querschnittlähmung widmet sich die Gesellschaft, ebenso wie der Förderung des Gedanken- und Erfahrungsaustausches mit in- und ausländischen Gesellschaften, die sich mit Fragen der Querschnittlähmung befassen.
Seit 1997 gibt es eine enge Zusammenarbeit mit der International Spinal Cord Society (ISCoS), vorher International Medical Society of Paraplegia (IMSOP). Seit 2016 besteht die Möglichkeit einer kombinierten Mitgliedschaft ISCoS/DMGP. Seit 2017 besteht die Möglichkeit der Zertifizierung von Fachweiterbildungen in der Paraplegiologie durch die DMGP und die Pflege bietet seit diesem Zeitpunkt eine zertifizierte Fachweiterbildung Pflege Paraplegiologie an.
Wissenschaftliche Arbeiten zu Fragen der Querschnittlähmung werden gefördert, ebenso unterstützt die Gesellschaft Forschungsvorhaben im Bereich der Paraplegiologie finanziell. Des Weiteren erarbeitet die DMGP Empfehlungen auf jenen Gebieten der Paraplegiologie, in denen sie besondere Behandlungskompetenz besitzt und zeichnet Personen aus, die sich um die umfassende Rehabilitation von Menschen mit Querschnittlähmung besondere Verdienste erworben haben. Es wird der Ludwig-Guttmann-Preis der DMGP für eine hervorragende wissenschaftliche Arbeit auf dem Gebiet der umfassenden Rehabilitation Querschnittgelähmter und der damit verbundenen Forschung vergeben sowie der Friedrich-Wilhelm-Meinecke-Gedächtnispreis für die zwei besten Abstracts im Rahmen der jährlich stattfindenden Jahrestagung.
Die DMGP ist in Arbeitskreisen (Ärzte, Beatmung, Darmmanagement, EMSCI, Ergotherapie, Logopädie, Neuro-Urologie, Pflege, Physiotherapie, Psychologie, Sporttherapie und Sozialdienst) organisiert, die jeweils durch einen wissenschaftlichen Beirat im erweiterten Vorstand einen Sitz haben. Die Arbeitskreise als auch die DMGP nehmen zu wissenschaftlichen Fragen zur Querschnittlähmung Stellung und arbeiten themenspezifisch oder berufsgruppenspezifisch. Des Weiteren existiert eine Leitlinien- sowie Bildungs- und Zertifizierungskommission und werden für spezifische Fragestellungen Arbeitsgruppen eingesetzt.

## Mitglieder der DMGP
Ordentliche Mitglieder der DMGP können natürliche Personen sein, die beruflich auf dem Gebiet der Behandlung von Menschen mit Querschnittlähmung tätig sind und die Ziele der Gesellschaft unterstützen und fördern. Außerordentliche Mitglieder können juristische Personen werden, die sich von Gesetz wegen mit der Rehabilitation von Menschen mit Querschnittlähmung befassen. Zu korrespondierenden Mitgliedern oder Ehrenmitgliedern können Personen ernannt werden, die besonders geehrt werden sollen. Fördermitglieder können alle natürlichen und juristische Personen und sonstige Vereinigungen des öffentlichen und privaten Rechts werden, die die Ziele der Gesellschaft unterstützen.

## Organe der Gesellschaft
Organe der Gesellschaft sind die jährlich im Rahmen der wissenschaftlichen Jahrestagung stattfindende Mitgliederversammlung, der Vorstand mit Vorsitzendem, stellvertretenden Vorsitzenden, Past Präsidenten, ersten Schriftführer, zweiten Schriftführer und Schatzmeister sowie der Beirat, der den Vorstand in allen Angelegenheiten der Gesellschaft berät.

## Geschichte
Gegründet wurde die DMGP 1985 in Hamburg. Mehrfach wurde die Satzung verändert und 2006 dabei der Vereinssitz nach Berlin verlegt. 1997 kam es zur Affiliation mit der International Medical Society of Paraplegia – IMSOP (heute: International Spinal Cord Society – ISCoS)
2006 wurde der Vereinssitz von Hamburg nach Berlin verlegt. Der Name wurde 2018 in Deutschsprachige Medizinische Gesellschaft für Paraplegiologie geändert.